# 舒耀瑄
舒耀瑄（1956年—），男，北京人，中国大陆影视演员。代表作有电视剧《烈火金刚》、《金粉世家》、《铁齿铜牙纪晓岚》等。